# Roy Woods
Denzel Spencer (né le 18 avril 1996), plus connu sous son nom de scène Roy Woods (stylisée comme Roy Wood$), est un rappeur et musicien R&B canadien de Brampton, Ontario, Il a étudié au Turner Fenton Secondary School pendant 3 ans avant de terminer son année de lycée au St. Augustine. Avant de se lancer dans la musique il avait une passion pour le Football. . En octobre 2014 lors d’un interview avec HotNewHipHop, il dit que ses influences sont Michael Jackson, Drake, Nelly, The Weeknd et PartyNextDoor. Il signe chez OVO Sound le label est produit par Noah « 40 » Shebib et Oliver El-Khatib.

## Carrière

### 2014–présent:ExisetWaking at Dawn
Le 11 juillet, 2015, Drake diffuse la première chanson, "Drama" issu de son EP Exis sur la radio Apple's Beats 1 au cours de la première OVO Sound Radio Show. Deux semaines plus tard, le 25 juillet 2015, une deuxième chanson intitulée "Get You Good" a été diffusée lors du deuxième épisode de l'OVO Sound Radio Show.
Le 31 juillet 2015, Woods a sorti son premier EP Exis, numériquement à travers OVO Sound, le label co-fondé par le rappeur Drake. En 2016, Woods a annoncé via Twitter que son nouveau projet, Waking at Dawn, va sortit bientôt. Waking at Dawn, a été publié le 1er juillet 2016, promu par Woods et d'autres artistes comme Drake et Wiz Khalifa à travers les médias sociaux.

## Discographie

### Albums Studios
| Album                                                                                          | Détails de l'album                                                                             | Meilleure position dans les charts | Meilleure position dans les charts | Meilleure position dans les charts | Meilleure position dans les charts | Ventes |
| Album                                                                                          | Détails de l'album                                                                             | CAN                                | US                                 | US R&B /HH                         | US R&B                             | Ventes |
| ---------------------------------------------------------------------------------------------- | ---------------------------------------------------------------------------------------------- | ---------------------------------- | ---------------------------------- | ---------------------------------- | ---------------------------------- | ------ |
| Waking at Dawn                                                                                 | - Sorti le 1er juillet 2016 - Label: OVO Sound, Warner Bros. - Formats: Téléchargement digital | 30                                 | 127                                | 11                                 | 6                                  |        |
| "—" désigne un enregistrement qui n'a pas été classé ou n'a pas été publié dans ce territoire. |                                                                                                |                                    |                                    |                                    |                                    |        |

### Extended plays
Détails de l'album
| Titre                                                                                          | Détails de l'album                                                                                           |   |    |            |        | Ventes |
| Titre                                                                                          | Détails de l'album                                                                                           |   | US | US R&B /HH | US R&B | Ventes |
| ---------------------------------------------------------------------------------------------- | --- | - | -- | ---------- | ------ | ------ |
| Exis                                                                                           | - Sorti le 31 juillet 2015 - Label: OVO Sound, Warner Bros. - Formats: Téléchargement Téléchargement digital | — | —  | 27         | 10     |        |
| "—" désigne un enregistrement qui n'a pas été classé ou n'a pas été publié dans ce territoire. | |   |    |            |        |        |

### Singles
| Titre                | Année | Album          |
| -------------------- | ----- | -------------- |
| "Gwan Big Up Urself" | 2016  | Waking at Dawn |

### Clips Vidéos
| Titre          | Année | Réalisateurs |
| -------------- | ----- | ------------ |
| "Jealousy"     | 2015  | Jim Joe      |
| "Get You Good" | 2015  | Kid. Studio  |

## Tournées
- Summer Sixteen Tour (avec Drake et Future) (2016)[14]